# Hadrian
Hadrian ist ein männlicher Vorname.

## Herkunft und Bedeutung
Hadrian kommt von lateinisch Hadrianus und bedeutet Mann aus der Hafenstadt Adria. Der Beiname des Kaisers Publius Aelius Hadrianus (1./2. Jahrhundert) geht nach antiker Tradition auf den Herkunftsort seiner Eltern zurück: Hadria, heute Atri, Provinz Teramo.

## Namenstag
Namenstage sind der 9. Januar und der 8. September.

## Varianten
- Männlich: Adriaan, Adriaen, Adrian, Adrianus, Adrián, Adriano, Adrien, Andrigan
- Weiblich: Adriane, Adriana, Adrienne

## Namensträger
- Publius Aelius Hadrianus, bekannt als Hadrian (76–138), römischer Kaiser 117–138
- Publius Aelius Hadrianus Afer, Vater des Kaisers Hadrian
- Hadrian von Canterbury († 710), britischer Heiliger
- Hadrian Daude (1704–1755), deutscher Jesuit, Theologe und Historiker
- Hadrian Maria Netto (1882–1947), deutscher Schauspieler
- Emanuel Hadrianus, siehe Emanuel Adriaenssen

Päpste
- Hadrian I. (Papst 772–795)
- Hadrian II. (Papst 867–872)
- Hadrian III. (Papst 884–885)
- Hadrian IV. (Papst 1154–1159)
- Hadrian V. (Papst 1276)
- Hadrian VI. (Papst 1522–1523)